# 広島県道84号東海田広島線
広島県道84号東海田広島線（ひろしまけんどう84ごうひがしかいたひろしません）は、広島県安芸郡海田町国信1丁目から広島市西区横川町3丁目に至る主要地方道である。

## 概要
東海田という地名は今も安芸郡海田町の大字として実在するが、1956年（昭和31年）9月29日までは安芸郡に属する自治体（安芸郡東海田町）の一つだった（安芸郡海田市町と対等合併して今日の安芸郡海田町が成立）。

### 路線データ
- 起点：安芸郡海田町国信1丁目（国信橋南詰交差点、国道2号交点）
- 終点：広島市西区横川町3丁目（横川町3丁目交差点、国道183号交点）
- 実延長：12.827 km[1]
- 認定：1960年（昭和35年）10月10日[1]

## 歴史
- 1960年（昭和35年）10月10日 - 広島県告示第682号により広島県道117号東海田広島線として認定される。
- 1972年（昭和47年）11月1日 - 広島県の県道番号再編により広島県道273号東海田広島線に改称する。
- 1973年（昭和48年）3月20日 - 安芸郡瀬野川町が広島市に編入されたことに伴い経由地名が変更される。
- 1980年（昭和55年）4月1日 - 広島市が政令指定都市に移行したことに伴い経由地名や終点の地名表記が変更される。
- 1993年（平成5年）5月11日 - 建設省から、県道東海田広島線として主要地方道に指定される[2]。
- 1994年（平成6年）4月1日 - 主要地方道昇格により現行の路線番号に変更される。

## 路線状況

### 別名
- 二葉通り（広島市）

### 重複区間
- 広島県道85号下瀬野海田線（安芸郡海田町国信1丁目・国信橋南詰交差点〔起点〕 - 広島市安芸区畑賀2丁目）
- 広島県道70号広島中島線（広島市東区矢賀新町1丁目・矢賀新町2丁目交差点 - 広島市東区愛宕町・愛宕交番前交差点）
- 広島県道37号広島三次線（広島市南区大須賀町・常葉橋（ときはばし）東詰交差点 - 広島市中区東白島町・白島交差点）

### 主な橋梁
- 国信橋（安芸郡海田町国信1丁目 - 安芸郡海田町畝2丁目間、瀬野川）
- 府中大橋（安芸郡府中町茂陰1丁目 - 広島市東区矢賀新町5丁目間、府中大川）
- 常葉橋（広島市南区大須賀町 - 広島市中区東白島町間、京橋川）
- 三篠橋（広島市中区西白島町 - 広島市西区楠木町1丁目間、太田川〔本川〕）

## 地理

### 通過する自治体
- 安芸郡海田町
- 広島市（安芸区）
- 安芸郡府中町
- 広島市（東区 - 南区 - 中区 - 西区）

### 交差する道路
| 交差する道路                                                                                          | 市町村名 | 市町村名 | 交差する場所  | 交差する場所                                      |
| --- | -------- | -------- | ------------- | ------------------------------------------------- |
| 国道2号 広島県道85号下瀬野海田線 重複区間起点                                                         | 安芸郡   | 海田町   | 国信1丁目     | 国信橋南詰交差点 / 起点                           |
| 広島県道274号瀬野船越線                                                                               | 安芸郡   | 海田町   | 砂走          |                                                   |
| 広島県道85号下瀬野海田線 重複区間終点                                                                 | 広島市   | 安芸区   | 畑賀2丁目     |                                                   |
| 広島県道151号府中海田線 広島県道187号浜田仁保線                                                       | 安芸郡   | 府中町   | 浜田3丁目     | 永田交差点                                        |
| 広島県道272号上宮町新地線                                                                             | 安芸郡   | 府中町   | 大通1丁目     | 大通1丁目6番交差点                                |
| 広島高速2号線 広島市道天満矢賀線 重複区間起点 広島市道矢賀大州線                                      | 安芸郡   | 府中町   | 大須1丁目     | 府中インター入口交差点 09-222 / 09-223 府中出入口 |
| 広島高速2号線 広島市道天満矢賀線 重複区間起点 広島市道矢賀大州線                                      | 広島市   | 東区     | 矢賀新町5丁目 | 府中インター入口交差点 09-222 / 09-223 府中出入口 |
| 広島県道70号広島中島線 重複区間起点                                                                   | 広島市   | 東区     | 矢賀新町2丁目 | 矢賀新町2丁目交差点                               |
| 広島市道天満矢賀線 重複区間終点 広島市道常盤橋若草線 重複区間起点                                     | 広島市   | 東区     | 東蟹屋町      | 東蟹屋町交差点                                    |
| 広島県道70号広島中島線 重複区間終点 広島県道264号中山尾長線 広島市道常盤橋若草線 重複区間起点         | 広島市   | 東区     | 愛宕町        | 愛宕交番前交差点                                  |
| 広島高速5号線未供用 広島市道松原京橋線                                                                | 広島市   | 東区     | 二葉の里3丁目 | 新幹線口（西）交差点 広島駅北口出入口             |
| 広島県道37号広島三次線 重複区間起点 広島市道駅前観音線 重複区間起点 広島市道常盤橋若草線 重複区間終点 | 広島市   | 南区     | 大須賀町      | 常葉橋（ときはばし）東詰交差点                    |
| 広島県道37号広島三次線 重複区間終点 広島市道御幸橋三篠線                                              | 広島市   | 中区     | 東白島町      | 白島交差点                                        |
| 国道54号 国道191号 重複                                                                               | 広島市   | 中区     | 西白島町      | 城北駅北交差点                                    |
| 国道183号 国道261号 重複 広島市道駅前観音線 重複区間終点                                              | 広島市   | 西区     | 横川町3丁目   | 横川町3丁目 / 終点                                |

### 峠
- 甲越峠（広島市安芸区・安芸郡府中町境）

### 沿線にある施設など

#### 主要施設
- 安芸市民病院
- 広島市立船越中学校
- 揚倉山健康運動公園
- 広島県立安芸府中高等学校
- 安芸府中郵便局
- イオンモール広島府中
- 天神川駅
- 広島市東区役所
- 東区民文化センター・広島市立東区図書館
- 広島駅（新幹線口）・ekie（エキエ）
- 広島テレビ放送本社
- イズミ本社
- 広島東警察署
- 広島電鉄白島線 白島電停
- 広島はくしま病院
- 新白島駅
- 城北駅
- 広島市立基町高等学校
- 横川駅

#### 自然景観
- 瀬野川
- 府中大川
- 京橋川
- 旧太田川（本川）

#### 名所・旧跡・観光地
- 鳥籠山城
- 出雲大社広島分祠
- 広島東照宮
- 鶴羽根神社
- 饒津神社
- 広島城跡（本丸跡に護国神社と大本営跡がある）